# Altmelon
Altmelon ist eine Marktgemeinde mit 849 Einwohnern (Stand 1. Jänner 2025) im Bezirk Zwettl im Waldviertel im Nordwesten Niederösterreichs.

## Geografie

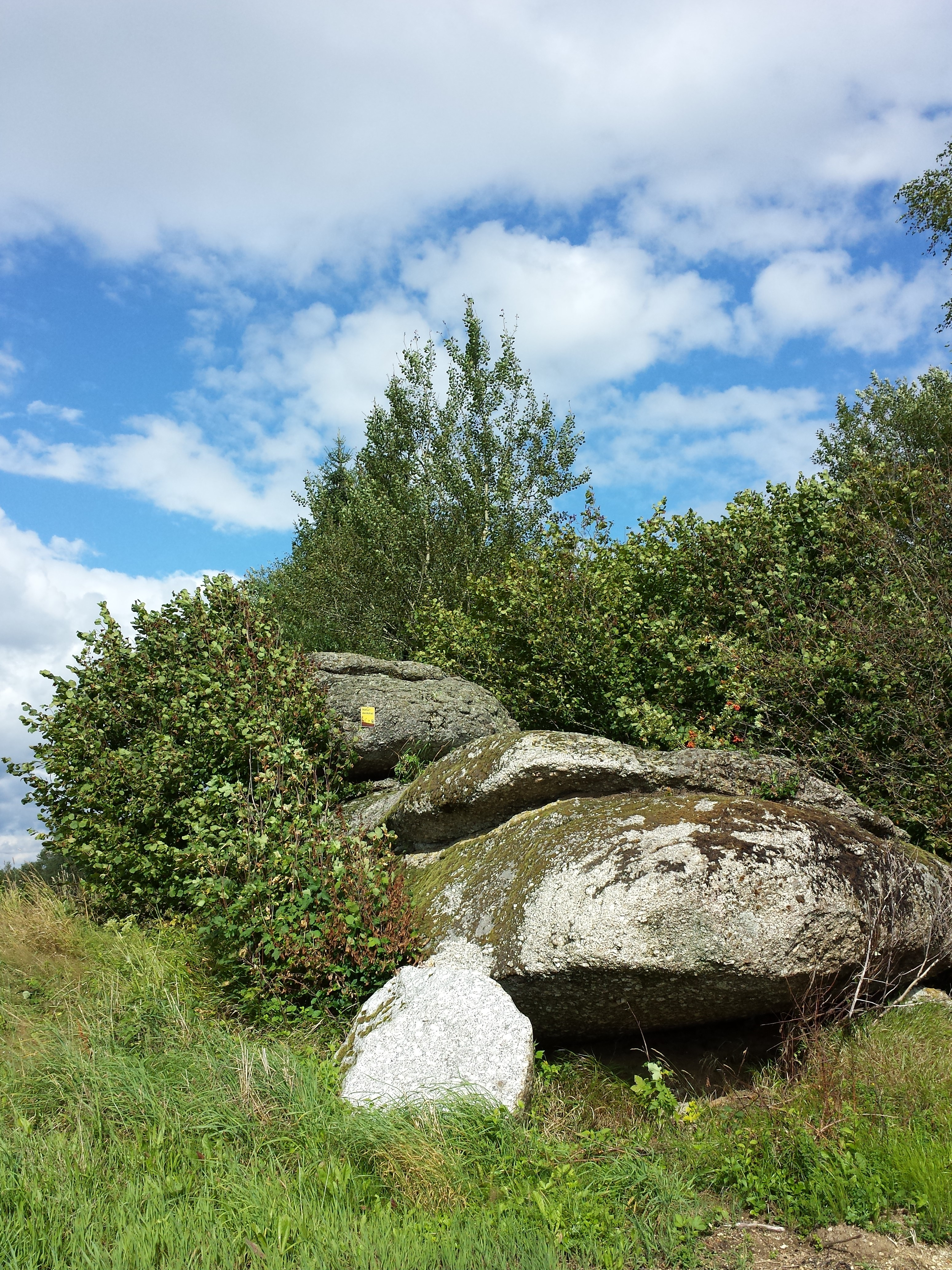
Naturdenkmal Wackelstein Altmelon

Die Marktgemeinde Altmelon liegt zusammen mit den Gemeinden Arbesbach, Groß Gerungs, Langschlag und Rappottenstein im sogenannten Waldviertler Hochland, das den westlichsten Teil des Bezirkes Zwettl umfasst. Altmelon befindet sich auf einem hügeligen Hochplateau in 900 m Seehöhe und ist von Wald- und Moorlandschaften, von kleinstrukturierter Landwirtschaft und, nicht zu vergessen – die örtlichen Einwohner bezeichnen sich als „steinreich“  – von zahlreichen Granitformationen, die dieser Landschaft ihren urigen Charakter verleihen, geprägt. Im Gemeindegebiet, im Weinsberger Wald nahe Kleinpertenschlag, entspringt der Kleine Kamp; ein kleinerer Teil des Gemeindegebiets entwässert Richtung Naarn. Der Klausteich, ein ehemaliger Schwemmteich, wird heute als Fisch- und Badeteich genutzt. Er liegt an der Grenze zu Oberösterreich und ist über einen kurzen Fußweg erreichbar. Südwestlich von Altmelon liegt die seit 1992 unter Naturschutz stehende Meloner Au.

### Gemeindegliederung
Das Gemeindegebiet umfasst 11 Ortschaften (in Klammern Einwohnerzahl Stand 1. Jänner 2025):
- Altmelon (302)
- Dietrichsbach (65)
- Dürnberg (0)
- Fichtenbach (50)
- Großpertenschlag (114)
- Kleinpertenschlag (123)
- Kronberg (44)
- Kronegg (71)
- Marchstein (13)
- Perwolfs (35)
- Schwarzau (32)

Die Gemeinde besteht aus den Katastralgemeinden Altmelon, Dietrichsbach, Fichtenbach, Großpertenschlag, Kleinpertenschlag und Perwolfs.

### Nachbargemeinden
|                           | Arbesbach                                   |           |
| Königswiesen (OÖ)         | Kompassrose, die auf Nachbargemeinden zeigt | Schönbach |
| St. Georgen am Walde (OÖ) | Bärnkopf                                    |           |

### Klima und Vegetation
Das Klima ist aufgrund der ungeschützten Höhenlage rau und unwirtlich, im Winter kalt und schneesicher, im Sommer angenehm. Als Bewaldung überwiegen Fichtenmischwald, in den Moorgebieten Kiefern. Die überwiegende Kulturform ist das Grünland; daneben gedeihen Feldfrüchte wie Kartoffel, Gerste und Roggen. Besonders eingeschränkt ist der Obstbau; man findet nur vereinzelte Apfel-, Kriecherl- und Kirschbäume.

## Geschichte
Altmelon entstand als mittelalterliche Spätrodung Anfang des 13. Jahrhunderts und wurde 1259 erstmals urkundlich als „Mailan“ erwähnt. 1263 gründete Heinrich IV. von Kuenring, damals Herr auf Burg Rappottenstein, ein Zisterzienserinnenkloster, das aber bald wieder aufgegeben wurde. Die umliegenden bäuerlichen Siedlungen Perwolfs und Perthenschlag (heute Großpertenschlag) wurden 1371 erstmals urkundlich genannt. Dietrichsbach wurde um 1700 von Ferdinand Freiherr von Dietrichstein, Besitzer der Herrschaft Arbesbach, gegründet und hatte eine Glashütte und eine Brauerei. Im 18. Jahrhundert entstanden Kleinpertenschlag, Fichtenbach und Kronegg (früher Cronets) als Holzfällersiedlungen. 1854 konstituierten sich die Gemeinde Altmelon mit den Katastralgemeinden Altmelon, Dietrichsbach und Perwolfs und die Gemeinde Großpertenschlag, bestehend aus den Katastralgemeinden Großpertenschlag, Kleinpertenschlag und Fichtenbach. Laut Adressbuch von Österreich waren im Jahr 1938 in Altmelon ein Bäcker, zwei Gastwirte, zwei Gemischtwarenhändler, ein Schneider und eine Schneiderin, ein Schmied, ein Schuster, zwei Tierhändler und drei Viktualienhändler ansässig.
Im Jahre 1970 schlossen sich beide Gemeinden unter dem Namen Pertenschlag-Melon zusammen. Anlässlich der Markterhebung im Jahr 1985 wurde der Name entsprechend dem Namen der Pfarre in Altmelon geändert.

### Bevölkerungsentwicklung
| Altmelon: Einwohnerzahlen von 1869 bis 2025         | Altmelon: Einwohnerzahlen von 1869 bis 2025 | Altmelon: Einwohnerzahlen von 1869 bis 2025 | Altmelon: Einwohnerzahlen von 1869 bis 2025 | Altmelon: Einwohnerzahlen von 1869 bis 2025 |
| --------------------------------------------------- | ------------------------------------------- | ------------------------------------------- | ------------------------------------------- | ------------------------------------------- |
| Jahr                                                |                                             |                                             |                                             | Einwohner                                   |
| 1869                                                | 1869                                        |                                             | 1.316                                       | 1.316                                       |
| 1880                                                | 1880                                        |                                             | 1.340                                       | 1.340                                       |
| 1890                                                | 1890                                        |                                             | 1.327                                       | 1.327                                       |
| 1900                                                | 1900                                        |                                             | 1.316                                       | 1.316                                       |
| 1910                                                | 1910                                        |                                             | 1.264                                       | 1.264                                       |
| 1923                                                | 1923                                        |                                             | 1.144                                       | 1.144                                       |
| 1934                                                | 1934                                        |                                             | 1.155                                       | 1.155                                       |
| 1939                                                | 1939                                        |                                             | 1.177                                       | 1.177                                       |
| 1951                                                | 1951                                        |                                             | 1.119                                       | 1.119                                       |
| 1961                                                | 1961                                        |                                             | 1.034                                       | 1.034                                       |
| 1971                                                | 1971                                        |                                             | 1.053                                       | 1.053                                       |
| 1981                                                | 1981                                        |                                             | 1.007                                       | 1.007                                       |
| 1991                                                | 1991                                        |                                             | 924                                         | 924                                         |
| 2001                                                | 2001                                        |                                             | 922                                         | 922                                         |
| 2011                                                | 2011                                        |                                             | 868                                         | 868                                         |
| 2021                                                | 2021                                        |                                             | 867                                         | 867                                         |
| 2025                                                | 2025                                        |                                             | 849                                         | 849                                         |
| Quelle(n): Statistik Austria, Gebietsstand 1.1.2021 |                                             |                                             |                                             |                                             |

## Kultur und Sehenswürdigkeiten

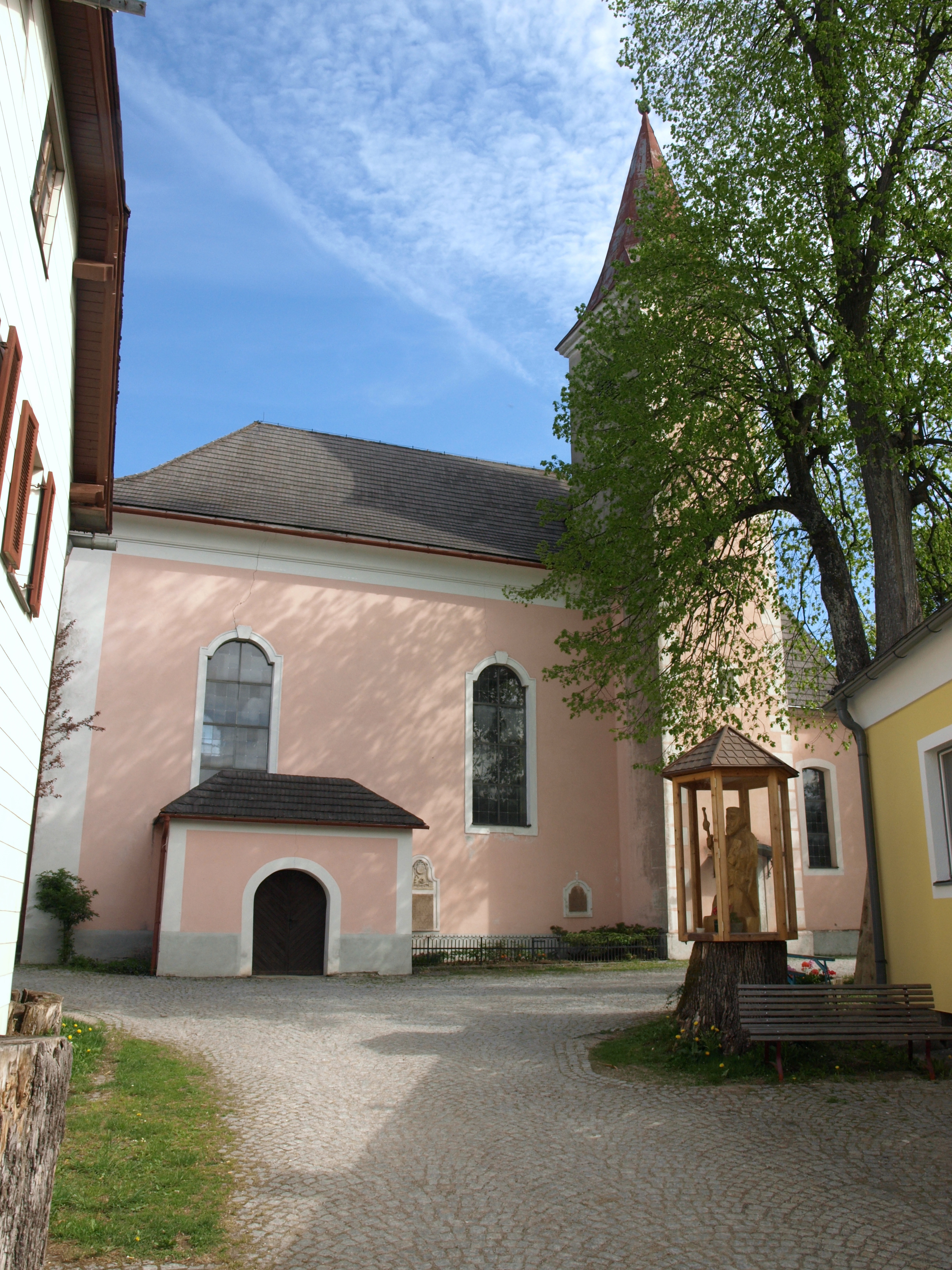
Pfarrkirche Altmelon

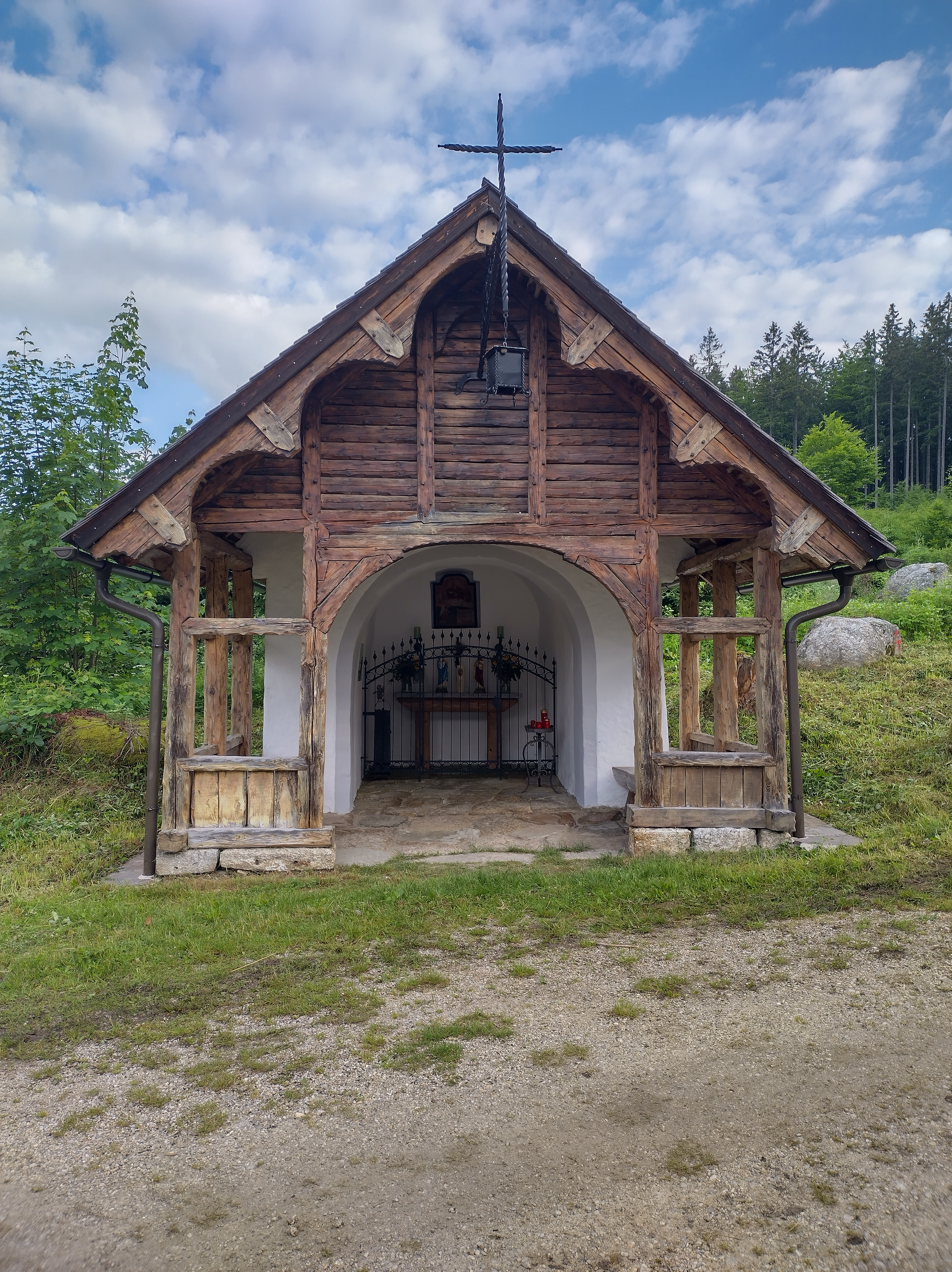
Eisernes Bild, Kapelle

### Bauwerke
- Katholische Pfarrkirche Altmelon (Patrozinium: hl. Jakobus der Ältere): Die Pfarrkirche zeigt eine Mischung verschiedener Stile. Entsprechend der erstmaligen Nennung im Jahr 1259 sind die ältesten Teile, das Presbyterium und der seitlich angebaute Glockenturm, gotischen Ursprungs. Nach der erworbenen Selbständigkeit von der Pfarre Arbesbach Ende des 18. Jahrhunderts wurde das Langhaus erhöht.

### Museen
- Bauernmuseum Altmelon: Das Museum zeigt Gebrauchsgegenstände vergangener Zeiten. Sowohl Arbeitsmittel als auch Kleidung vermitteln einen Eindruck des beschwerlichen Alltags in der Umgebung. Besonders sehenswert ist die Sammlung bäuerlicher Arbeitsmaschinen, insbesondere alter Verbrennungsmotoren.
- Schmiedemuseum Arbesbach

### Veranstaltungen
- Kirtag beim Eisernen Bild, jeweils am Dreifaltigkeitssonntag, dem Sonntag nach Pfingsten
- Jakobikirtag, jeweils am Sonntag des oder nach dem Tag des Kirchenpatrons Jakobus des Älteren

### Sport
- zahlreiche Wander-, Mountainbike- und Reitwege
- Tennis
- Skilanglauf
- Eisstockschießen

## Wirtschaft und Infrastruktur
Der größte Teil der Einwohner der Gemeinde Altmelon muss auspendeln. Von den in der Heimatgemeinde beschäftigten entfällt der größte Teil auf den Sektor Land- und Forstwirtschaft. Immer mehr an Bedeutung gewinnt der Tourismus, hauptsächlich im Sommer. Durch Altmelon führen auch der Nord-Süd-Weitwanderweg  sowie der Eisenwurzenweg.

### Öffentliche Einrichtungen
In Altmelon befinden sich ein Kindergarten und eine Volksschule.

### Verkehr
Altmelon liegt an der Greiner Straße (B119), ebenso die Orte Fichtenbach, Kronegg, Kleinpertenschlag und Marchstein.

## Politik

### Gemeinderat
Der Gemeinderat hat 15 Mitglieder.
- Mit den Gemeinderatswahlen in Niederösterreich 1990 hatte der Gemeinderat folgende Verteilung: 13 ÖVP und 2 SPÖ.
- Mit den Gemeinderatswahlen in Niederösterreich 1995 hatte der Gemeinderat folgende Verteilung: 10 ÖVP, 4 FPÖ und 1 SPÖ.[6]
- Mit den Gemeinderatswahlen in Niederösterreich 2000 hatte der Gemeinderat folgende Verteilung: 10 ÖVP, 4 FPÖ und 1 SPÖ.[7]
- Mit den Gemeinderatswahlen in Niederösterreich 2005 hatte der Gemeinderat folgende Verteilung: 11 ÖVP, 2 FPÖ und 2 SPÖ.[8]
- Mit den Gemeinderatswahlen in Niederösterreich 2010 hatte der Gemeinderat folgende Verteilung: 12 ÖVP, 2 FPÖ und 1 SPÖ.[9]
- Mit den Gemeinderatswahlen in Niederösterreich 2015 hatte der Gemeinderat folgende Verteilung: 13 ÖVP und 2 SPÖ.[10]
- Mit den Gemeinderatswahlen in Niederösterreich 2020 hatte der Gemeinderat folgende Verteilung: 15 ÖVP.[11]
- Mit den Gemeinderatswahlen in Niederösterreich 2025 hat der Gemeinderat folgende Verteilung: 15 ÖVP.[12]

### Bürgermeister
- bis 2009 Josef Auer (ÖVP)
- seit 2010 Manfred Stauderer (ÖVP)

## Personen mit Bezug zur Gemeinde
- Christian Donninger, Schachprogrammierer, seit 1999 in Altmelon lebend
- Christine Nöstlinger, Schriftstellerin